# 354 a. C.
El año 354 a. C. fue un año del calendario romano prejuliano. En el Imperio romano se conocía como el Año del Consulado de Ambusto y Crispino (o menos frecuentemente, año 400 Ab urbe condita). 

## Acontecimientos

### China
- El estado de Qi resulta victorioso sobre el estado de Wei en la Batalla de Guiling, un conflicto que implica la estrategia militar de Sun Bin.

### Grecia
- Reflejando el creciente nivel de descontento con su tiránica conducta, Dion es asesinado por Calipo, un ateniense que lo había acompañado en su expedición para apropiarse como tirano de Siracusa. Dionisio II continúa en el exilio en Italia.
- Atenas reconoce la independencia de Quíos, Cos y Rodas y hace la paz con Mausolo de Caria.
- Los focios sufren una derrota en la Guerra Sagrada contra Atenas.
- Filipo II de Macedonia toma y destruye Metone, una ciudad que había pertenecido a Atenas. Durante el asedio de Metone, Filipo pierde un ojo.

### República romana
- Roma se alía con los samnitas y acuerdan un pacto de defensa mutua contra los galos. Roma también derrota a los etruscos de la ciudad de Caere.

## Nacimientos
- Jerónimo de Cardia, general e historiador griego (m. 250 a. C.)

## Fallecimientos
- Dion, tirano de Siracusa (n. 408 a. C.).
- Jenofonte de Atenas

## Arte y literatura
- Se construye el Mausoleo de Halicarnaso en Caria, la tumba del rey Mausolo y una de las Siete Maravillas del Mundo.

- Datos: Q83408